# Meganoton rufescens
Meganoton rufescens är en fjärilsart som beskrevs av Butler 1875. Meganoton rufescens ingår i släktet Meganoton och familjen svärmare. Inga underarter finns listade i Catalogue of Life.